# 見手青
见手青是对一类牛肝菌的统称，因菌体破损后会呈现蓝色而得名，未充分烹饪可能致幻。包括但不限于：
- 亚洲兰茂牛肝菌，又称“红葱菌”，兰茂牛肝菌属真菌。
- 玫黄黄肉牛肝菌，黄肉牛肝菌属真菌。
- 茶褐新牛肝菌、华丽新牛肝菌、赭盖新牛肝菌、黄孔新牛肝菌。以上均为新牛肝菌属真菌。
- 小美牛肝菌，又称“白葱菌”，牛肝菌属真菌。